# Босколь
Боско́ль (каз. Боскөл) — село у складі Карабалицького району Костанайської області Казахстану. Адміністративний центр Боскольського сільського округу.
Населення — 1332 особи (2021; 1874 у 2009, 2994 у 1999, 2961 у 1989).